# Manoir de la Guérinière
Le manoir de la Guérinière est une demeure des XVe – XVIe siècles qui se dresse sur le territoire de l'ancienne commune française de Passais, dans le département de l'Orne, en région Normandie. L'édifice, propriété privée qui se visite sur rendez-vous, est partiellement inscrit au titre des monuments historiques.

## Localisation
Le manoir, dont le lieu portait autrefois le nom de La Baillée Rossignol, est situé à 1,7 km à l'ouest du bourg de Passais, au sein de la commune nouvelle de Passais Villages, dans le département français de l'Orne.

## Historique
Raoul Rossignol reçut cette terre lorsque les Anglais quittèrent la Normandie en 1450. Cette maison forte en granit roux possédait des tours au nord, ainsi que des douves à l'est et à l'ouest. En 1637, date portée sur le linteau de la porte principale, eut lieu la première transformation avec la destruction probable de deux pavillons à l'arrière et la modification de la façade, de l'escalier, ainsi que l'aménagement du jardin, par le propriétaire Jacques Germont. La propriété restera quatre siècles dans cette famille. La grande salle fut transformée en 1772.
Les douves furent comblées en 1880 et on procéda à la destruction de la tour arrière et des boiseries.

## Description
Le logis rectangulaire des XVe – XVIe siècles, très remanié, comprend un étage sur rez-de-chaussée, muni de deux poivrières d'angle du côté sud et deux cheminées sur les pignons est et ouest. La corniche est en granite. Deux pavillons carrés font face au bâtiment principal.

## Protection
Les façades et les toitures sont inscrites au titre des monuments historiques par arrêté du 3 juin 1975.